# Bosse Nilsson
För andra betydelser, se Bo Nilsson.
Bo Bosse Sigvard Nilsson, född 19 maj 1925 i Skutskär Uppsala län, död där 9 januari 2002, var en svensk bandymålvakt och senare bandy-, ishockey- och fotbollsdomare.
Bosse Nilsson startade som 15-åring sin karriär som bandymålvakt i Skutskärs IF.  Bosse Nilsson vann SM-guld 1944 och 1959 och var med i finalerna 1942 och 1964. Efter sin aktiva karriär inledde Nilsson en karriär som fotbolls- och bandydomare. Bosse Nilsson dömde finalerna i SM 1968 och 1972. I fotboll fick han flera internationella uppdrag och blev utvald till Årets Domare två gånger. 

## Meriter
- SM-guld i bandy 1944, 1959
- Stor grabb nr 38 i bandy
- Invald i Svensk Bandy Hall of Fame som nr 12